# Natasha Farinea
Natasha Odara Azevedo Cruz Farinéa (Porto Murtinho, 8 de fevereiro de 1986) é uma voleibolista indoor brasileira que atua na posição de  Central e desde as categorias de base serve  Seleção Brasileira e sagrou-se campeã mundial juvenil em 2005 na Turquia, pela Seleção Brasileira de Novas  conquistou a prata na Copa Yeltsin em 2011  e  na Copa Pan-Americana em 2012, representou o Brasil nem duas edições da Universíada de Verão, conquistando o ouro e prata, nos anos de 2011 e 2013, respectivamente e ouro nos Jogos Mundiais Militares. Em clubes foi vice-campeã mundial em 2013.

## Carreira
Começou sua carreira ainda no Colégio Dom Bosco em sua terra natal. Em 2004 foi convocada para Seleção Mato-grossense disputou e  conquistou o título do Campeonato Brasileiro na categoria infantojuvenil, na segunda divisão da competição, este sediado em Rio Branco, no Acre. No mesmo ano atuando pelo clube São Caetano/Detur sagrou-se vice-campeã dos Jogos Abertos em Barretos, campeão dos Jogos Regionais de Cotia, campeã dos Jogos Abertos brasileiros sediados em Bento Gonçalves e disputou a Superliga Brasileira A 2004-05 encerrando na sétima colocação.
Em 2005  foi convocada para Seleção Brasileira e a representou no Campeonato Mundial Juvenil, este realizado nas cidades turcas de Ankara e Istambul, e conquistou seu primeiro título mundial, vestindo a camisa#13, não foi titular, mas figurou na octogésima primeira entre as maiores pontuadoras, a sexagésima sexta entre as atletas com melhor desempenho no bloqueio.
Por mais duas temporadas representou o mesmo clube que utilizou a alcunha São Caetano/Mon Bijou, por este clube obteve a medalha de ouro nos Jogos Abertos de Botucatu 2005 e no Campeonato Paulista de 2005 conquista o bronze e finalizando a temporada avançou as semifinais da Superliga Brasileira A 2005-06 e encerrou no quarto lugar.
Em sua segunda temporada consecutiva pelo São Caetano/Mon Bijou  conquistou o bronze na Copa São Paulo de 2006, disputou sua segunda participação em edições dos Jabs, estes realizados em Nova Friburgo,  e avançou as semifinais da competição, conquistou também no mesmo ano  o ouro nos Jogos Abertos do Interior, realizados em São Bernardo do Campo, já no Campeonato Paulista  de 2006 terminou na segunda posição e na Superliga Brasileira A 2006-07 termina na quinta posição.
Ela renovou contrato com o mesmo clube que voltou a utilizar alcunha São Caetano/Detur, competindo no período esportivo 2007-08, sendo vice-campeã do Campeonato Paulista de 2007 e no mesmo ano termina com a prata nos Jogos Abertos do Interior na Praia Grande e  repetindo a mesma colocação anterior na Superliga Brasileira A.
Renovou contratado com o clube do interior paulista, passou a utilizar o nome de São Caetano/Blausigel e conquistou o bronze no Campeonato Paulista de 2008 e neste ano sagra-se vice-campeã da Copa Brasil, prata nos Jogos Abertos de Piracicaba e disputou a Superliga Brasileira A 2008-09 e disputo o  bronze na competição vencendo a disputa por esta medalha.
Após longos anos pelo time do interior paulista transferiu-se  na temporada seguinte para o Usiminas/Minas,  e em 2009  foi vice-campeã mineira em 2010 e conquistou o bronze no Torneio Cativa Oppnus e o quarto lugar na I Copa BMG, disputando a Superliga Brasileira A 2009-10, quando avançou às quartas de final da Superliga Brasileira A 2009-10, terminando na quinta colocação.
No período esportivo 2010-11, ela permaneceu na equipe mineira e disputou a edição da Superliga Brasileira A 2010-11 e encerrou na quinta posição após eliminação nas quartas de final.
No ano de  2011 foi convocada para Seleção Brasileira de Novas em preparação para Yeltsin Cup, sediada em Yekaterinburg, na Rússia foi inscrita na competição e com a equipe brasileira chegou a grande final, mas encerrou com o vice-campeonato.
Ainda nesse ano foi também convocada para compor a equipe que representaria a Seleção Brasileira Militar e por esta disputou a edição dos Jogos Mundiais Militares, estes sediados no Rio de Janeiro e por esta também competiu em  sua primeira edição da Universíada de Verão sediada em Shenzhen, na China conquistando o quarto ouro do Brasil nesta competição. Pelo Usiminas/Minas permaneceu na jornada esportiva 2011-12 alcançando as semifinais nessa competição e encerrou na quarta posição.
Na temporada 2012 foi convocada peara Seleção de Novas para disputar a Copa Pan-Americana sediada em Ciudad Juárez, no México, vestindo a camis#14 participou da grande final quando fez seis pontos e encerrou com a medalha de prata e foi eleita a Melhor Bloqueadora da edição e neste mesmo ano integrou a Seleção Brasileira (principal) na edição do Grand Prix de 2012 cuja fase final deu-se em Ningbo na China e vestiu a camisa#20 e conquistou sua primeira medalha na competição a de prata.
Foi contratada pelo  Vôlei Amil para a temporada 2012-13, cujo técnico era Zé Roberto, o mesmo da seleção principal e conquistou o vice-campeonato paulista de 2012 e o bronze na Superliga Brasileira A 2012-13.
Em 2013, voltou a ser convocada para Seleção Brasileira de Novas participou pela segunda vez consecutiva da edição da Universíada de Verão, esta realizada na cidade russa de Cazã e conquistou a medalha de prata, nesta edição foi a Melhor Bloqueadora.Ainda em 2013 transferiu-se para Unilever cujo técnico era Bernardo Rezende e conquistou o título do campeonato carioca de 2013 e disputou pela primeira vez o Campeonato Mundial de Clubes em Zurique e conquistou a  medalha de prata atuou com a camsia#16 e mesmo na reserva ainda figurou na quadragésima sétima posição entre as maiores pontuadoras e na Superliga Brasileira A 2013-14 chegou a grande final e  conquistou pela primeira vez o título nesta competição.
Transferiu-se para o Dentil/Praia Clube para a temporada 2014-15 conquistou o título do Campeonato Mineiro de 2014, obteve o quinto lugar na Superliga Brasileira A e terminou na sexta posição da Copa Brasil 2015. Renovou com o mesmo clube paras as competições da jornada 2015-16 e conquistou o título do Campeonato Mineiro de 2015e o vice-campeonato na edição da Superliga Brasileira A 2015-16e sagrou-se campeã da Copa Brasil de 2016 realizada em Campinas.
Em sua terceira temporada pelo Dentil/Praia Clube disputar as competições do calendário esportivo de 2016-17, conquistando o vice-campeonato na Supercopa do Brasil de 2016 em Uberlândia, além do bronze na edição da Superliga Brasileira 2016-17.Ainda em 2017 competiu pelo Dentil/Praia Clube na edição do Campeonato Sul-Americano de Clubes de 2017, em Uberlândia, Brasil, sagrando-se medalhista de prata
Na última temporada pelo Dentil/Praia Clube disputou as competições do período de 2017-18, sagrou-se vice-campeã do Campeonato Mineiro de 2017 e também na Copa Brasil de 2018 realizada em Lages e contribuiu para a melhor campanha do clube na história da Superliga Brasileira A 2017-18 e é finalista e sagrou-se campeã pela primeira vez e foi a melhor jogadora da final.
Foi contratada pelo Osasco Voleibol Clube para as competições do período 2018-19 e obteve o vice-campeonato na edição do Campeonato Paulista de 2018.
Nas temporadas de 2019-20 e 2020-21, competiu pelo Fluminense FC e na  jornada 2021-22 jogou pelo Vôlei Taubaté, depois, atuou no voleibol português nas temporadas de 2021-22 e 2022-23  pelo time SL Benfica.No período esportivo de 2023-24 foi contratada pelo Bluvôlei/Furb/SME

## Títulos e resultados
- Superliga Brasileira A de 2017-18
- Superliga Brasileira A de 2013-14[45]
- Superliga Brasileira A de 2015-16[48]
- Superliga Brasileira A de 2011-12[32]
- Superliga Brasileira A de 2016-17[51]
- Superliga Brasileira A de 2012-13[40]
- Superliga Brasileira A de 2008-09[21]
- Superliga Brasileira A de 2005-06[10]
- Supercopa Brasileira de 2016
- Copa Brasil de 2008[17]
- Copa Brasil de 2015
- Copa Brasil de 2016[49]
- Copa Brasil de 2018[56]
- Campeonato Mineiro de 2015[47]
- Campeonato Mineiro de 2017[55]
- Campeonato Mineiro de 2010[22]
- Campeonato Carioca de 2013[41]
- Campeonato Carioca de 2020
- Campeonato Carioca de 2019
- Campeonato Paulista de 2012[39]
- Campeonato Paulista de 2006[14]
- Campeonato Paulista de 2007[15]
- Campeonato Paulista de 2005
- Campeonato Paulista de 2008
- Copa São Paulo 2006[11]
- Torneio Cativa Oppnus de 2009[23]
- Copa BMG de 2009[23]
- Jogos Abertos de Piracicaba de 2008[18]
- Jogos Abertos de Praia Grande de 2007[16]
- Jogos Abertos de São Bernardo do Campo de 2006[13]
- Jabs de 2006
- Jogos Abertos de Botucatu de 2005[8]
- Jabs de 2004[1]
- Jogos Regionais de Cotia de 2004[1]
- Jogos Abertos de Barretos de 2004[1]
- Campeonato Brasileiro de Seleções ( 2ª divisão) de 2004[1]

## Premiações individuais
- Melhor Bloqueadora da Copa Pan-Americana de 2012[34]
- Melhor Bloqueadora da Universíada de Verão  de 2013